# Будівля гімназії Станішевської
Будівля гімназії Станішевської — кутова триповерхова будівля початку XX століття в Сімферополі. Пам'ятка культурної спадщини України 4634-АР, наказ МКтаТ України від 24.09.2008 № 1001/0/16-08.
Знаходиться на розі вулиці Леніна та вулиці Пролетарська, 17/2, літер «А».

## Історія
Будинок був збудований з 1905 по 1907 рік гласним міської думи, а потім і заступником міського голови Олександром Михайловичем Шлеє. З осені того ж року Шлеє, що жив в іншому будинку на вулиці Губернській (Желябова), передав цей будинок під приватну жіночу гімназію, керівницею якої стала вчителька В. О. Станішевська.
У триповерховій будівлі були електрика та центральне опалення, великий актовий зал, їдальня з кухнею, світлі та просторі класи.
У Станішевській з 20 жовтня 1909 року по 14 серпня 1912 року працював учителем російської мови та педагогіки письменник і драматург К. А. Треньов. Викладали у гімназії письменник краєзнавець О. Маркевич та громадський діяч П. Новицький.
У 1921 р. тут розмістився один із факультетів Таврійського університету, а з 1925 року після поділу цього навчального закладу на три (педагогічний, медичний та сільськогосподарський інститути), тут залишився педінститут.
Після того, як у 1972 році педагогічний інститут був перетворений на університет та переїхав у нові корпуси на сучасному проспекті Вернадського, будинок належав комбінату «Кримбуд».
5 червня 1984 року будинок було визнано пам'яткою архітектури рішення Кримського облвиконкому.
З 1990-х років будівлю займає головне управління капітального будівництва при Раді Міністрів АРК.
24 вересня 2008 року Наказом Міністерства культури і туризму України будівля була внесена до реєстру пам'яток місцевого значення як пам'ятка архітектури та містобудування.
У 2011 році головне управління капітального будівництва при раді міністрів АРК уклало договір на капітальний ремонт будівлі, що мав був проведений до 2015 року.

## Галерея

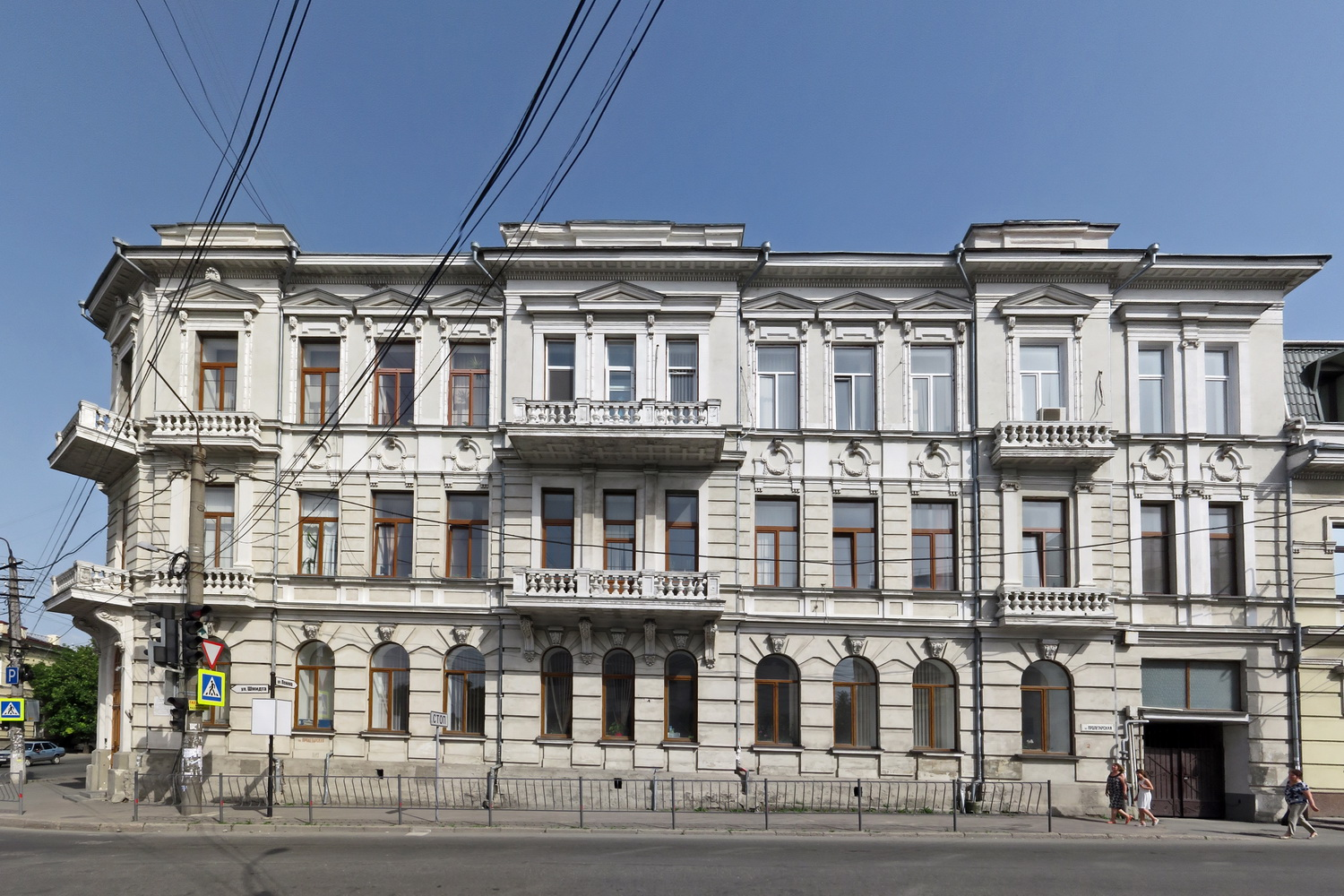
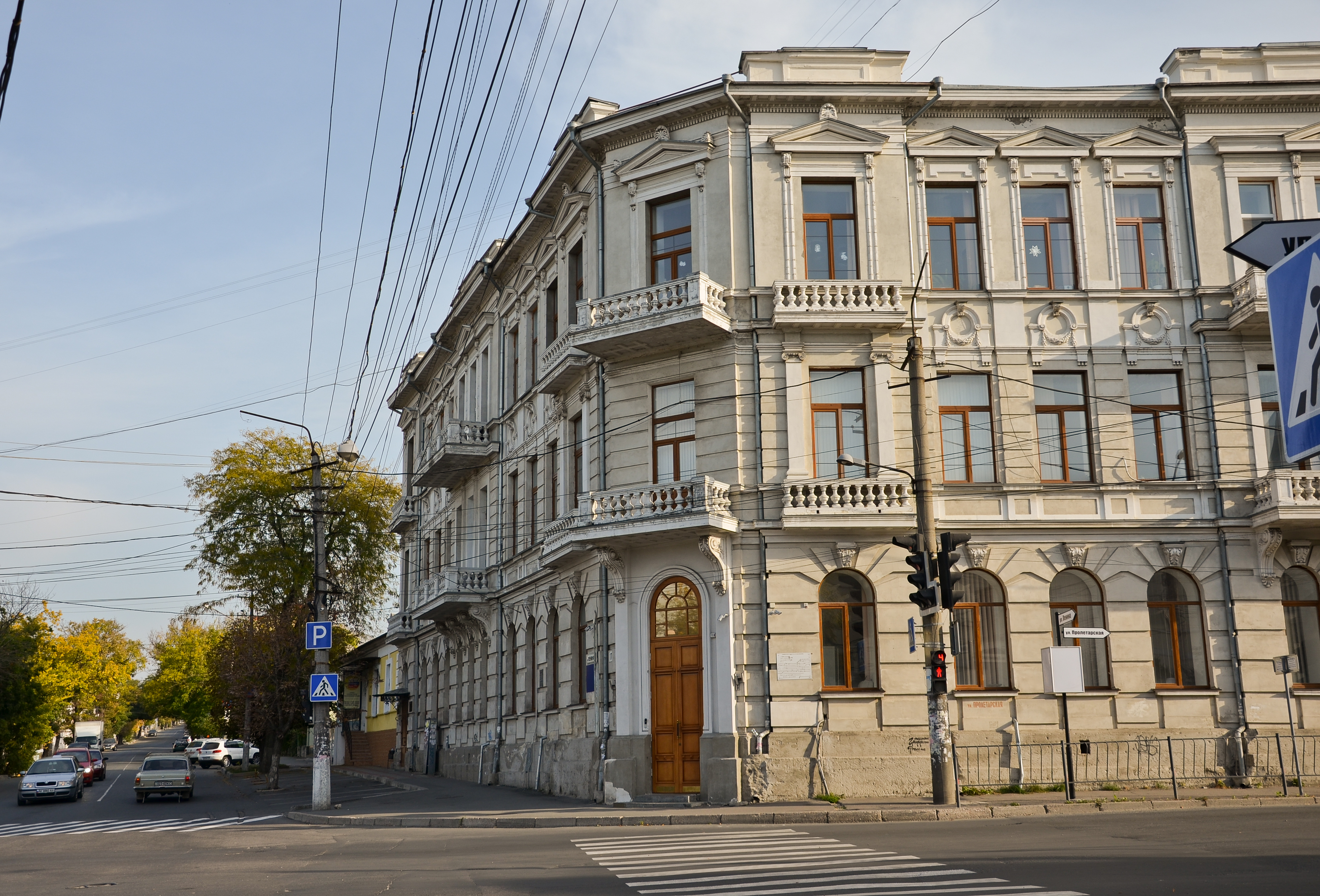
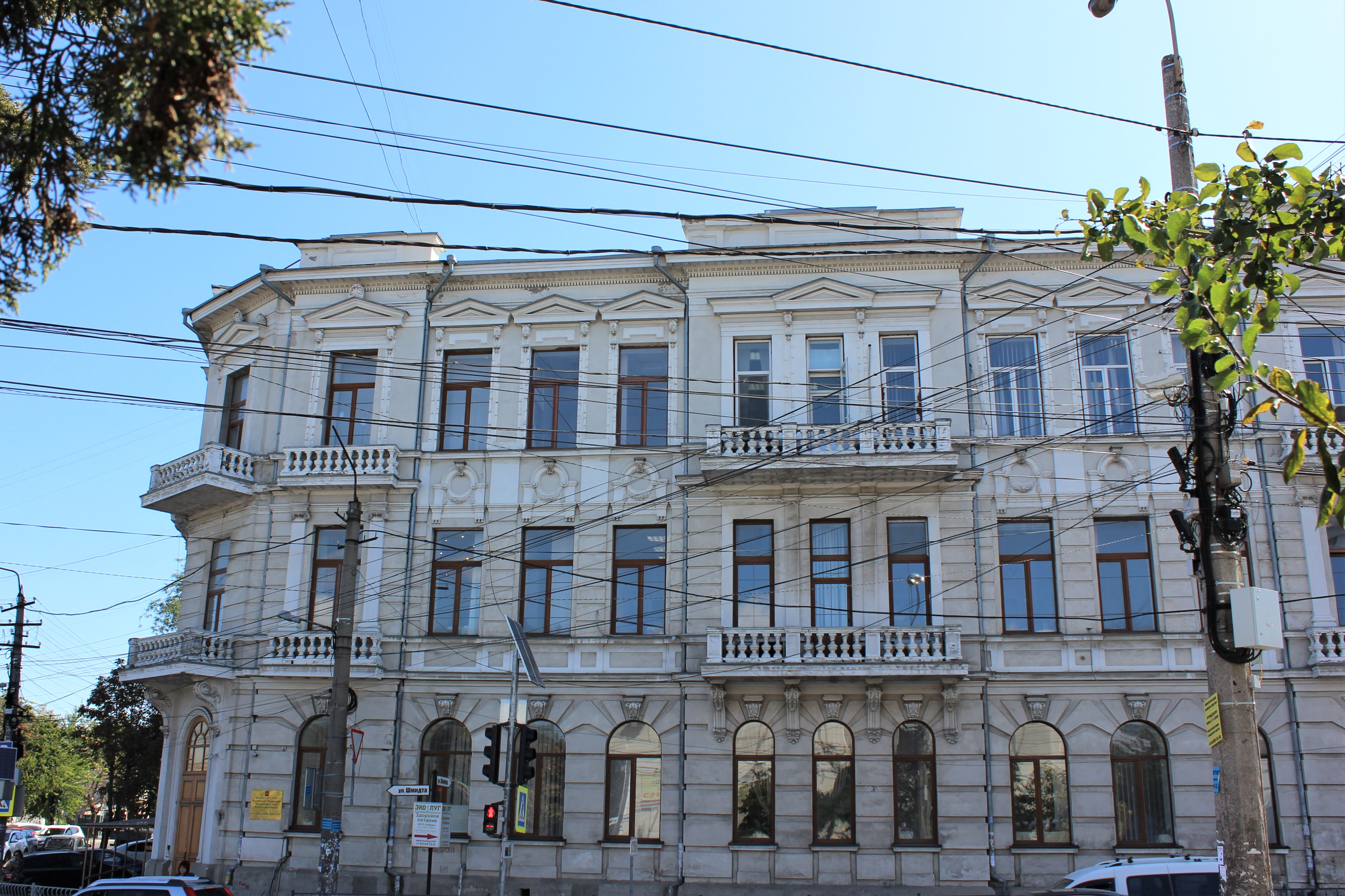
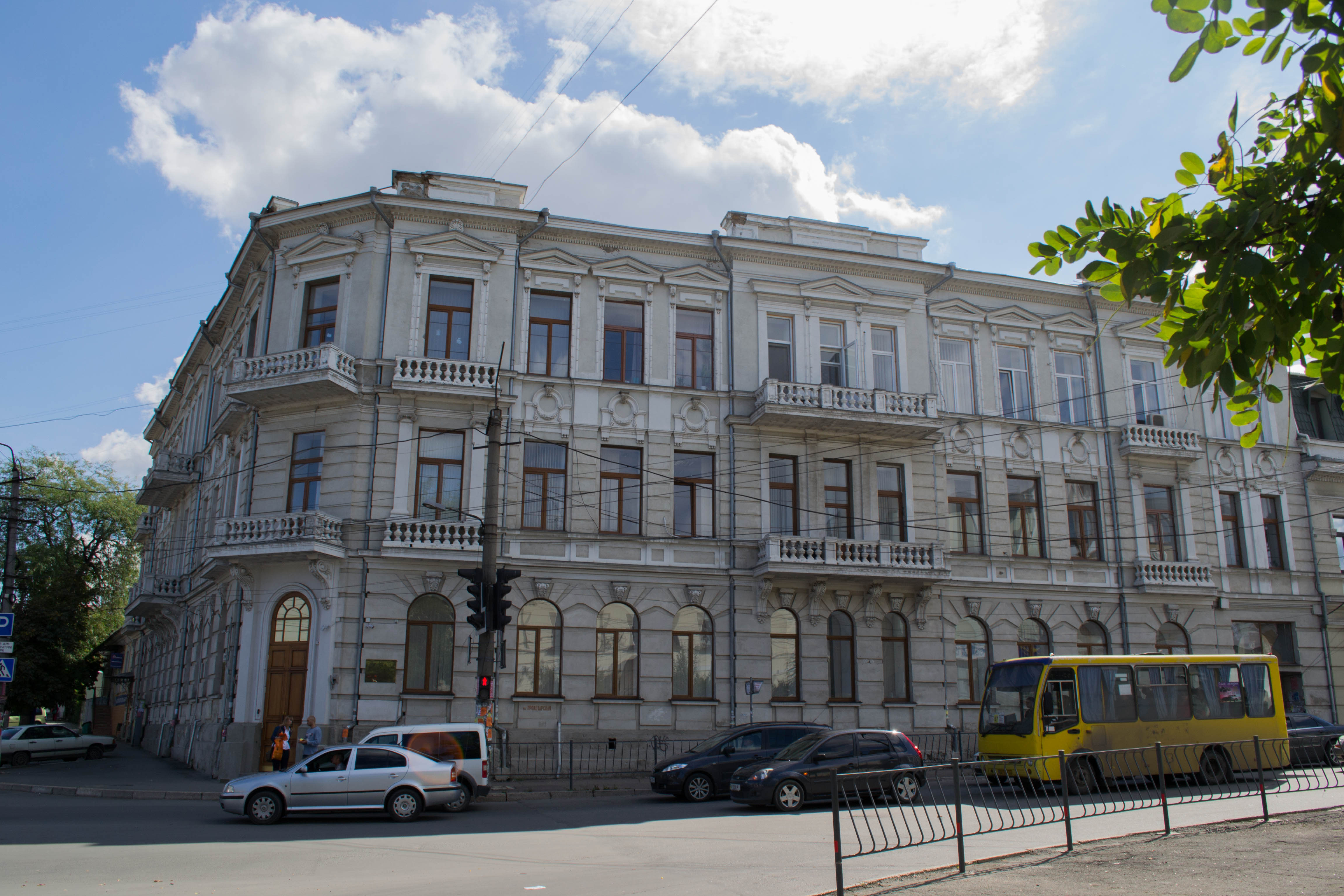